# Arzenc-d'Apcher
Arzenc-d'Apcher è un comune francese di 51 abitanti situato nel dipartimento della Lozère nella regione dell'Occitania.

## Società

### Evoluzione demografica
Abitanti censiti